# Burupieper
Der Burupieper (Anthus ruficollis, Syn.: Madanga ruficollis) ist eine wenig erforschte Vogelart aus der Gattung der Pieper (Anthus) innerhalb der Familie der Stelzen und Pieper (Motacillidae). Das Taxon hatte bisher den Trivialnamen Orangekehl-Brillenvogel und wurde in die Familie der Brillenvögel (Zosteropidae) gestellt. Eine Studie aus dem Jahr 2015 legt jedoch nahe, dass die Art in die Familie der Stelzen und Pieper gehört. Er ist endemisch auf der Insel Buru in den Südlichen Molukken.

## Merkmale
Der Burupieper erreicht eine Größe von 13 Zentimetern. Der Oberkopf, der Nacken und die Kopfseiten sind gräulich-oliv; die Stirn und die Zügel sind heller. Der rudimentäre helle Augenring besteht aus sehr kurzen, schuppigen Federn. Die Oberseite ist gelblich-grün. Die Schwungfedern und die Steuerfedern sind bräunlicher mit grünlichen Rändern. Die Kehle und die Oberbrust sind leuchtend orange-zimtfarben. Die übrige Unterseite ist dunkel gräulich-oliv. Die Unterschwanzdecken sind gelblich-braun. Die Iris ist schwarz. Der Schnabel ist schwarz mit einer helleren Unterschnabelbasis. Die Beine sind hellbraun. Die Geschlechter sehen gleich aus; die Weibchen sind jedoch deutlich kleiner. Die Jungvögel sind bisher unbeschrieben. Über den Gesang ist nichts bekannt.

## Vorkommen
Der Burupieper kommt am Gunung Kapalatmada sowie in der Mada-Gebirgskette im Westen und in der Zentralregion der Insel Buru vor.

## Lebensraum
Der Burupieper bewohnt Bergwälder in Höhenlagen zwischen 820 und 1750 Meter, überwiegend aber oberhalb von 1450 Metern. Die Art ist vermutlich auf Elfenwälder mit verkrüppelten Bäumen und starkem Epiphyten-Bewuchs beschränkt.

## Lebensweise
Über die Lebensweise des Burupiepers ist nur wenig bekannt. Die Art geht in gemischten Schwärmen auf Nahrungssuche und untersucht Baumrinde und Flechten nach Wirbellosen. Hierbei bewegt sie sich ähnlich wie ein Kleiber kopfunter.

## Bestand und Gefährdung
Der Burupieper wird aufgrund von Lebensraumverlust und wegen des sehr kleinen Verbreitungsgebietes von der IUCN als „stark gefährdet“ (endangered) klassifiziert. Der Bestand wird auf 2.500 bis 10.000 Individuen geschätzt. Zwischen der Erstbeschreibung im Jahre 1923 und der Wiederentdeckung in den 1990er-Jahren war er nur von vier Exemplaren bekannt. 1995 wurden zwei Exemplare in einem gemischten Schwarm am Ufer des Danau Rana im äußersten Westen Burus entdeckt. 2006 wurde zweimal ein Paar in Zentral-Buru beobachtet.

## Etymologie und Forschungsgeschichte
Walter Rothschild und Ernst Hartert beschrieben das Taxon unter dem Namen Madanga ruficollis. Das Typusexemplar sammelte Pratt Bros bei Wa Fehat auf Buru. Im gleichen Artikel führten sie auch die neue Gattung  Madanga ein. Dieser Name bezieht sich auf die Bergkette Madang. Der Artnamen ist ein lateinisches Wortgebilde aus »rufus« für »rot« und »-collis, collum« für »-halsig, Hals«.